# Náměstí Karla Paříka (Sarajevo)

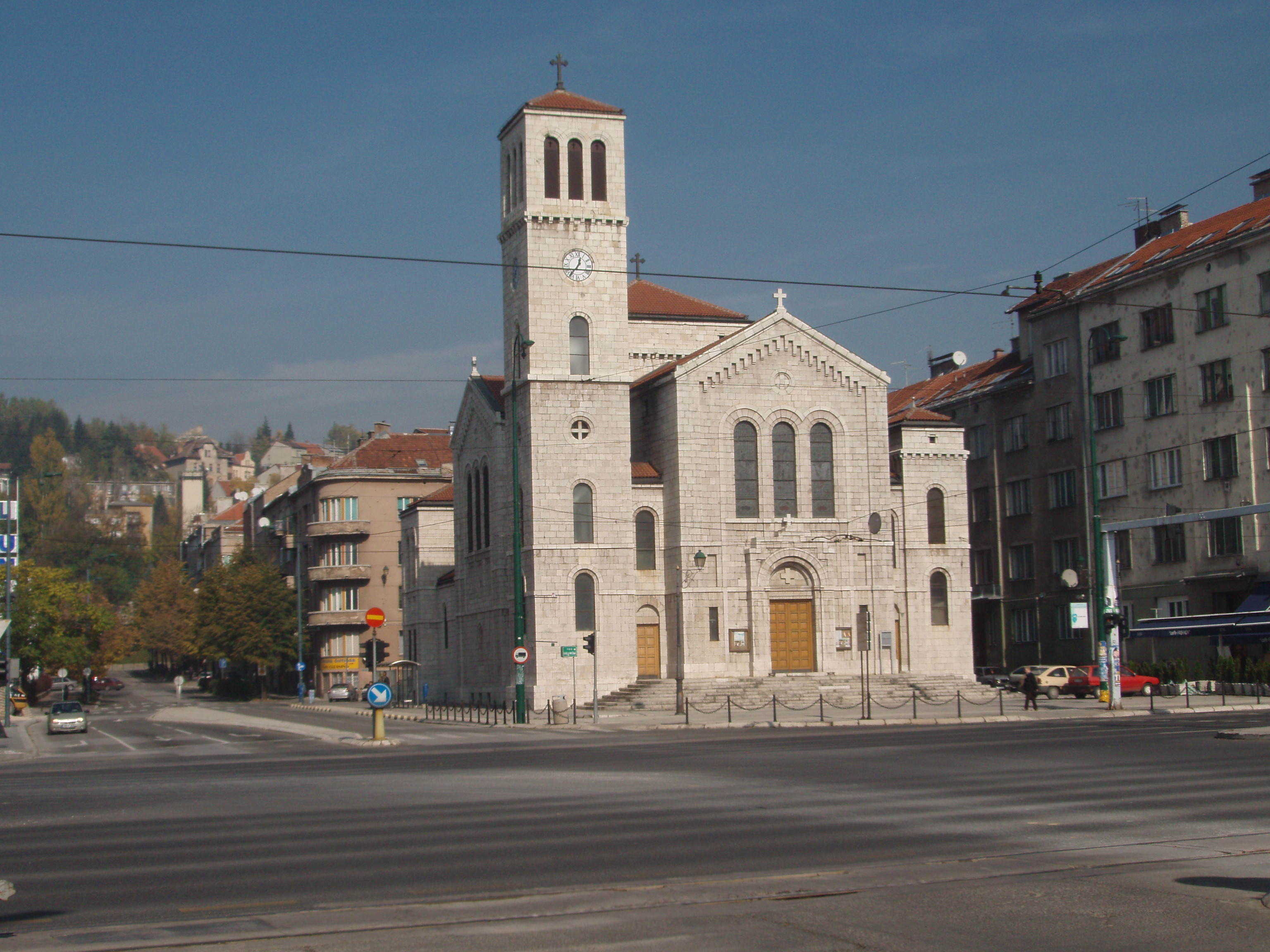
Pohled na náměstí s kostelem sv. Josefa.

Náměstí Karla Paříka (bosensky, chorvatsky Trg Karla Paržika) se nachází v hlavní městě Bosny a Hercegoviny, Sarajevu, na rohu ulic Zmaja od Bosne a Fra Anđela Zvizdovića. Tvoří jej prostranství před kostelem sv. Josefa. Náměstí je pěší zónou. 
Náměstí získalo současný název v roce 2008 na iniciativu tehdejší starostky města Semihy Borovac.[zdroj?] Slavnostní akt pojmenování náměstí byl učiněn za přítomnosti zástupců velvyslanectví České republiky v Sarajevu a vnučky Karla Paříka.